# Армида
Армида — один из самых поэтичных женских образов в поэме «Освобождённый Иерусалим» Торквато Тассо, написанной на основе исторических событий Первого крестового похода.
По рассказу Тассо, Армида была послана своим дядей Гидраотом, принцем Дамасским, в лагерь крестоносцев. Её чарующая красота так увлекла нескольких храбрейших рыцарей, что они последовали за нею в Дамаск. На пути они были освобождены прекрасным Ринальдо. Однако позднее и Ринальдо не избежал чар Армиды. Она воспылала к нему пламенной любовью и увезла на далекий остров, где среди волшебных садов Армиды он забыл о высокой цели, которой посвятил себя.
Двое крестоносцев посланы были на остров, чтобы освободить Ринальдо, и ему удалось бежать. В отчаянии Армида разрушила свои сады и поспешила к сарацинам, чтобы воодушевить их вождей на битву с Ринальдо, но все они погибли под ударами его меча.
В заключение Армида сама бросается в битву, но Ринальдо признался ей в любви и объявляет себя её рыцарем.
Оперные композиторы не раз пользовались этим сюжетом для своих произведений; среди них наиболее известны «Армида» (1686) Жана-Батиста Люлли, «Армида» (1771) Антонио Сальери, «Армида» (1777) Кристофа Виллибальда Глюка, «Армида» (1784) Йозефа Гайдна; «Армида» (1817) Джоаккино Россини и «Армида» (1902—1903) Антонина Дворжака.
Именем Армиды назван один из астероидов главного пояса открытый в 1903 году немецким астрономом Максом Вольфом.

## Армида в живописи
Армида на полотнах известных художников:
- Жак Бланшар
- Д. Б. Тьеполо
- Герард Хут
- Спартали Стиллман
- Шарль Эррар
- Николя Коломбель
- Франсуа Буше
- Ф. Айец
- Н. Пуссен